# Aventure en Australie
Pour l'album de Sandy et Hoppy, voir Sandy et Hoppy#Albums.
Aventure en Australie, de Tome et Janry, est la quatre-vingt-onzième histoire de la série Spirou et Fantasio. Elle est publiée pour la première fois dans Spirou du no 2344 au no 2355.

## Univers

### Synopsis
Spirou  et Fantasio rentrent d'un reportage à Bangkok. Cependant, à peine arrivés à l'aéroport, Seccotine les accueille en leur disant que le Comte de Champignac les attend en Australie.
Le Comte de Champignac, accompagné d'un jeune professeur, Walker Donahue, pense en effet avoir fait une découverte extraordinaire en Australie, à savoir un immense monolithe aborigène dans les environs d'Albuh Mine, un village où les mineurs extraient de l'opale. Spirou et Fantasio s'envolent donc pour le pays des kangourous, déçus toutefois de devoir repartir si tôt, accompagnés de Seccotine, qui s'est imposée. Ils ne peuvent atterrir à Albuh Mine mais Fantasio récupère incognito l'un des moteurs de l'avion pour faire fonctionner une vieille locomotive, ce qui leur évite un voyage en dromadaires.
Mais sur place, Donahue, qui manque de se faire enterrer vivant par un bulldozer des brigands, leur apprend que le Comte a été tué par des mineurs...
Après enquête, il s'avère que le Comte n'est pas mort : Mike, au départ l'un des malfrats à la solde de Sam, un bandit qui s'enrichit en rançonnant les prospecteurs, n'a pas osé tuer Champignac, feignant seulement cela en l'endormant. Mais Sam l'a découvert et retient Mike prisonnier avec Champignac. Spirou, Fantasio et Seccotine qui veulent en avoir le cœur net, ne trouvent d'ailleurs que du sable, des pierres et des piquets dans son tombeau.
Mais une pierre d'un crâne aborigène a été glissée dans une botte de Walker Donahue sans que celui-ci s'en aperçoive et Donahue s'envole sans que Spirou et ses amis le voient, atterrissant dans la maison des ravisseurs de Champignac. Spirou, Fantasio et Seccotine partent à sa recherche en se séparant. Spirou monte sur le toit d'un camion qui emmène Walker Donahue prisonnier par Sam et d'autres truands tandis que Fantasio et Seccotine se font capturer par Nasty, l'un des hommes de Sam.
En fait, Sam et Spade, un autre criminel à sa solde, veulent emmener Donahue et Champignac dans une grotte aborigène dans les monts de Sowepahr-Lelong. Leur idée : saccager la grotte en y laissant Champignac et Donahue afin de laisser croire aux aborigènes que ce sont ceux-ci qui l'ont dégradée. Ainsi Sam espère que Donahue et Champignac seront massacrés par les aborigènes et a prévu de faire sauter la grotte à la nitroglycérine dans le cas où ils ne le feraient pas.
Mais Spirou, qui les a suivis, renverse Spade et asperge Sam d'un aérosol. Mais il est assommé. Cependant, Spip, qui a récupéré la bouteille de nitroglycérine, la laisse échapper, voulant la déposer à l'extérieur de la grotte, quand il voit les aborigènes arriver. Celle-ci roule jusqu'au camion des ravisseurs et explose celui-ci, tuant Sam et ses deux hommes de main en fuite. Spirou, Champignac et Donahue parviennent à s'expliquer aux aborigènes et à leur sorcier. Ils récupèrent la pierre sacrée dans la botte de Donahue, surpris de trouver un pareil objet dans sa chaussure.
Pendant ce temps là, l'un des brigands, qui veut changer Seccotine et Fantasio de place, assomme Mike. Mais Mike revenu à lui, le surprend par derrière et l'assomme à son tour, permettant aux trois de s'évader. Cependant, Nasty, curieux de ne pas voir revenir son camarade, les surprend en train de voler son camion et les renverse avec son bulldozer. Mike, Fantasio et Seccotine s'échappent donc à pied néanmoins Nasty a appelé d'autres prospecteurs pour aller les chasser. Mais Spirou, Donahue et le Comte arrivent et mettent en déroute Nasty et les autres hommes de Sam grâce aux aborigènes dont ils se sont fait des alliés, et qui ont réussi à faire sortir de terre le monolithe, effrayant les brigands.
Le totem prouve que le territoire appartient aux aborigènes, voilà l'une des raisons qui explique pourquoi Sam voulait tuer Champignac et Donahue. Ainsi, un accord de partage des ressources est conclu avec les prospecteurs, qui leur sont reconnaissants de les avoir débarrassé de Sam.
Finalement, le comte de Champignac reste à Albuh Mine tandis que Spirou, Seccotine et Fantasio repartent. Mais à l'arrivée à l'aéroport, les journalistes acclament Seccotine qui a envoyé le reportage sur le totem aborigène sortant de terre avant que Fantasio ne le diffuse, rendant ce dernier de mauvaise humeur.

### Personnages
- Spirou
- Fantasio
- Spip
- Seccotine
- Le Comte de Champignac
- Walker Donahue (première apparition)
- Mike (première apparition)
- Le sorcier aborigène (première apparition)
- Sam (première apparition)
- Nasty (première apparition)
- Spade (première apparition)

## Publication

### Revues
- Publié pour la première fois dans le journal de Spirou du n°2344 au n°2355.

### Album
Ce tome contient un clin d'oeil à Tintin à la sixième vignette de la page sept ("Les passagers du vol 714 pour Sydney, Australie, sont priés...") et à l'album du même nom. Son auteur Hergé décéda cette même année 1983.

## Adaptation
- Cet album fut adapté en 1992 dans la série animée Spirou.